# ناوبان‌ماهی
 ناوبان‌ماهی(نام علمی: Porichthys) نام یک سرده از راسته وزغ‌ماهیان است.